# Не залишай
«Не залишай...» (рос. «Не покидай...») — білоруський радянський двосерійний фільм-казка 1989 року режисера Леоніда Нечаєва за п'єсою Георгія Полонського «Не покидай мене...» за мотивами твору Вільяма Теккерея «Кільце і троянда» (англ. «The Rose and the Ring»).

## Сюжет
Дія відбувається у вигаданому королівстві Абідонія (у В. Теккерея англ. Paflagonia — Пафлагонія), якою править колишній полковник, король Теодор, не дуже розумний, але веселий і любить коней. Реально державою керує хитрий "сірий кардинал", противник вільнодумства, канцлер Давіль. Шістнадцять років тому Теодор та Давіль здійснили переворот, вбивши законного короля Анрі II. Дружина Теодора Флора, тепер королева, дала притулок малолітньому синові Анрі II, а тепер молодому німому поету, Патріку, закоханому в пихату доньку Теодора, принцесу Альбіну. 
У Абідонії чекають на приїзд принца сусіднього королівства Пенагонія (у В. Теккерея англ. Crim Tartary — Кримська Татарія), інтелігентного Пенапью, який має свататися до принцеси Альбіни. Однак по дорозі необачливого принца грабують і залишають висіти на гілці над прірвою. Звідти його рятують мандрівні актори Жак та Марта. Батько Жака, видатний актор лялькового театру Жан-Жак Веснушка, був другом покійного короля Анрі II, однак після державного перевороту мандрівним артистам було заборонено виступати у країні. Тим не менш, Жак і Марта привозять Пенапью до Абідонії, через що опиняються у в'язниці. Пенапью звільняє сам король Теодор, впізнавши у ньому принца з його опису улюбленого жеребця короля Панагонії. 
У мандрівних акторів конфіскують ящик з ляльками-маріонетками, з якими виступав Жан-Жак Веснушка. Служниця Марселла, закохана у німого Патріка, повинна спалити ці речі, однак разом з Патриком ховає їх у себе. У ящику вони знаходять засохлу, однак красиву троянду, яку Марселла вирішує поставити у воду. З цього часу в палаці, а потім всюди у королівстві, починаються дивовижні речі, оскільки аромат троянди, що розквітла, змушує всіх говорити правду. Король Теодор зізнається у злочині, з'ясовується, що Патрік, який починає говорити — законний спадкоємець трону, з тюрем випускають в'язнів. Лише канцлер Давіль, у якого з поширенням аромату троянди починається алергійна нежить, намагається повернути все, як було, і випадково стріляє у Марселлу, яка показує всім розквітлу троянду. Однак зміни зупинити не можливо, і фільм закінчується щасливо. 

## Поза сюжетною лінією
Фільм знято у вигляді музичної казки відомим «дитячим» режисером Л. Нечаєвим (автором казок "Про Червону Шапочку", "Рудий, чесний, закоханий", "Пригоди Буратіно") і презентовано як сімейний телефільм. Тим не менше, фільм знято на підставі повного політичної сатири твору В. Теккерея, він підіймає важливі філософські та політичні питання, що були актуальні на час його зйомок, і залишаються такими до сьогодні. За казковими декораціями показані такі проблеми сучасності, як державні перевороти, обмеження свободи слова, політичні переслідування. За словами режисера, "хоча дія відбувається в деякому царстві, деякій державі, гадаю, глядачі одразу впізнають місце дії. На них очікує зустріч з фільмом гостросюжетним та злободенним”. Фінал фільму говорить про те, що, незважаючи на певні складнощі, всі проблеми можна побороти. 
У сценарії Г. Полонського майже зовсім не залишилося географічної прив'язки та значимості географічних назв і імен, притаманних твору В. Теккерея. Інформаційне навантаження присутнє лише у деяких з них — іронічних іменах канцлера Давіля (від рос. "давить" — "душити"), Жана-Жака Веснушки (з рос. "веснянка"), назві місця заслання політв'язнів — Острів Берцової (з рос. "гомілкової") Кістки. 
Фільм знімався, між іншим, в Україні. До фільму увійшли епізоди, зняті всередині та ззовні Шенборнського (смт. Карпати) та у внутрішньому подвір'ї Олеського замку. Одна з основних пісень у супроводі танців знімалась у Палаці Потоцьких у Львові.  

## У ролях
- В'ячеслав Невинний — король Теодор
- Лідія Федосеєва-Шукшина — королева Флора
- Альберт Філозов — канцлер, граф Давіль
- Ігор Красавін — Патрік
- Варвара Владимирова — принцеса Альбіна
- Світлана Селезньова — Марселла
- Артем Тинкасов — принц Пенапью
- Олена Антонова — Марта
- Володимир Ставицький — Жак
- Регіна Разума — Оттілія, дружина канцлера

## Знімальна група
- Автор сценарію: Георгій Полонський
- Режисер: Леонід Нечаєв
- Оператор: Анастасія Суханова
- Художник: Володимир Голубєв
- Композитор: Євген Крилатов
- Текст пісень: Леонід Дербеньов